# Parti socialiste destourien (2016)
Pour les articles homonymes, voir Parti socialiste destourien.
Le Parti socialiste destourien (arabe : الحزب الاشتراكي الدستوري) est un parti politique tunisien créé en septembre 2016 par l'homme d'affaires Chokri Balti et Mohamed Adhar, ayant repris le nom de l'ancien Parti socialiste destourien. 
Il obtient un siège lors des élections législatives d'octobre 2019, sur une liste dirigée par Mohamed Adhar, avec Balti à la présidence du parti.

## Dirigeants

### Président
- Chokri Balti

### Secrétaire général
- Chokri Ben Abdha

## Résultats
| Année | Voix   | %    | Rang | Élus    | Gouvernement |
| ----- | ------ | ---- | ---- | ------- | ------------ |
| 2019  | 16 235 | 0,17 | 25e  | 1 / 217 | Opposition   |

## Groupe parlementaire
- Al Moustakbal (2019-2021)